# Jean-Henri Dollfus père
Pour les articles homonymes, voir Dollfus.
Jean-Henri Dollfus (Mulhouse, 1724-1802) est un industriel français de Mulhouse. À ne pas confondre avec son fils également appelé Jean-Henri Dollfus (1755-1825) qui fut industriel et maire de Mulhouse.

## Biographie
Issu de la bourgeoise mulhousienne, frère du bourgmestre de Mulhouse Jean Dollfus (1729-1800), Jean-Henri Dollfus, qui est un peintre de valeur, s'associe avec Samuel Koechlin et Jean Jacques Schmalzer pour créer la première fabrique de toiles peintes à Mulhouse, selon la technique de l'indiennage, qui devint en 1758, Koechlin, Dollfus & Cie. Outre un apport de capital, Jean-Henri Dollfus est particulièrement chargé de la création des décors utilisés sur les toiles de la compagnie.
Leur belle réussite déclenche l'émulation au sein de la bourgeoisie mulhousienne et une véritable petite révolution industrielle, Mulhouse devenant un des grands centres de l'industrie textile en Europe.
Les trois associés sont considérés comme les pères fondateurs de l'industrie mulhousienne.

## Pour approfondir